# Podospora minicauda
Podospora minicauda är en svampart som beskrevs av Faurel & Locq.-Lin. 1978. Podospora minicauda ingår i släktet Podospora och familjen Lasiosphaeriaceae.   Inga underarter finns listade i Catalogue of Life.